# كأس السوبر البيلاروسي 2011
بطولة كأس السوبر البيلاروسي 2011 هي النسخة الثانية من بطولة كأس السوبر البيلاروسي، لعب يوم 27 فبراير 2011 في استاد فوتبولنيي مانييش، بين فريق باتي بوريسوف الفائز بالدوري وكأس بيلاروسيا وفريق توربيدو جودينو وصيف كأس بيلاروسيا. وقد انتهت المباراة بفوز باتي بوريسوف بالمباراة بنتيجة 3–0 ليحصد لقبه الثاني على التوالي والثاني في تاريخ البطولة.

## التفاصيل
| باتي بوريسوف                                                                          | 3–0 | توربيدو جودينو |
| ------------------------------------------------------------------------------------- | --- | -------------- |
| دميتري 30' (بالقدم اليمنى) · بارديني 86' (بالقدم اليمنى) · بافل 90+2' (بالقدم اليمنى) |     |                |

| باتي بوريسوف | توربيدو جودينو |

| الحكام المساعدون: يفغيني يوتسيفيتش سيرجي جيدريفيتش الحكم الرابع: دينيس شيرباكوف | قوانين المباراة - 90 دقيقة. - ركلات جزاء ترجيحية إذا استمرت النتيجة متعادلة. - سبعة لاعبين بدلاء يتم تسجيل أسمائهم. - يمكن استخدام خمسة منهم على الأكثر. |